# Gałęzewko
Gałęzewko – wieś w województwie kujawsko-pomorskim, w powiecie żnińskim, w gminie Rogowo. Miejscowość wchodzi w skład sołectwa Gałęzewo.
W latach 1975–1998 miejscowość administracyjnie należała do województwa bydgoskiego.